# Miss Monde 1976
Miss Monde 1976, est la 26e élection de Miss Monde, qui s'est déroulée au Royal Albert Hall de Londres, au Royaume-Uni, le 18 novembre 1976.
La gagnante est la Jamaïcaine Cindy Breakspeare, Miss Jamaïque Monde 1976 succédant à la Porto Ricaine Wilnelia Merced, Miss Monde 1975, et devenant ainsi la deuxième Jamaïcaine de l'histoire à remporter le titre, 13 ans après la victoire de  Carole Crawford en 1963.
60 pays et territoires ont participé à l'élection.

## Résultats
| Résultat final  | Candidates |
| --------------- | --- |
| Miss Monde 1976 | - Jamaïque – Cindy Breakspeare |
| 1re dauphine    | - Australie – Karen Jo Pini |
| 2e dauphine     | - Guam – Diana Marie Roberts Duenas |
| 3e dauphine     | - Royaume-Uni – Carol Jean Grant |
| 4e dauphine     | - Finlande – Merja Helena Tammi |
| Top 7           | - Pays-Bas – Stephanie Flatow - Turquie – Jale Bayhan |
| Top 15          | - Argentine – Adriana Laura Salguiero - Irlande – Jakki Moore - Israël – Levana Abarbanel - Porto Rico – Ivette Rosado - Singapour – Pauline Poh Neo Cheong - Espagne – Luz María Polegre Hernández - Trinité-et-Tobago – Patricia Anderson Leon - Venezuela – María Genoveva Rivero Giménez |

## Candidates

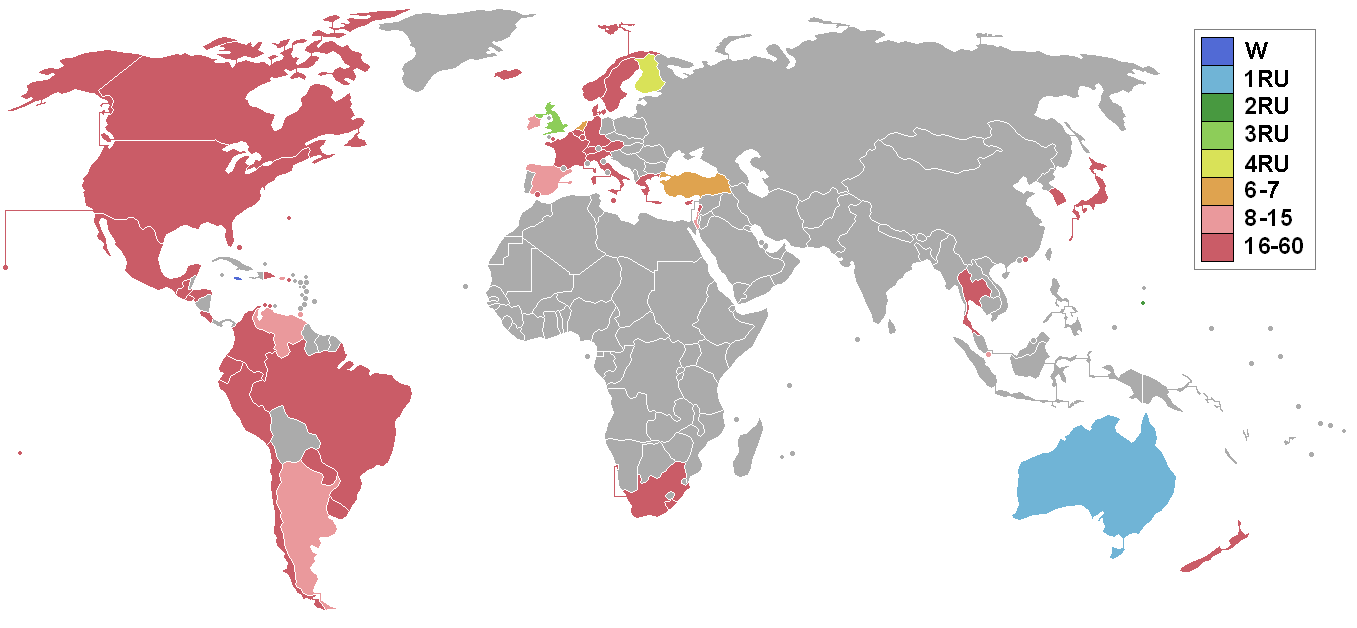
Pays représentés au concours de Miss Monde 1976 :
Miss Monde 1976
1re dauphine
2e dauphine
3e dauphine
4e dauphine
de la 6e à la 7e place
De la 8e à la 15e place
De la 16e à la 60e place
Pays n'ayant pas participé

60 candidates ont concouru pour le titre de Miss Monde 1976 :
| Pays                        | Candidate                              | Âge    | Domicile                   |
| --------------------------- | -------------------------------------- | ------ | -------------------------- |
| Afrique du Sud              | Veronica Rozette Kuki Mutsepe          | 21 ans | Pretoria                   |
| Allemagne                   | Monika Schneeweiss                     | 21 ans | Francfort-sur-le-Main      |
| Argentine                   | Adriana Laura Salguiero                | 19 ans | Buenos Aires               |
| Aruba                       | Maureen Wever                          | 20 ans | Oranjestad                 |
| Australie                   | Karen Jo Pini                          | 19 ans | Perth                      |
| Autriche                    | Monika Mühlbauer                       | 17 ans | Hains Felden               |
| Bahamas                     | Larona Miller                          | 19 ans | Nassau                     |
| Belgique                    | Yvette Aelbrecht                       | 18 ans | Bruxelles                  |
| Bermudes                    | Vivienne Ann Hollis                    | 19 ans | Smith's                    |
| Brésil                      | Adelaida Fraga de Oliveira Filha       | 18 ans | Brasília                   |
| Canada                      | Pamela Mercer                          | 20 ans | Burnaby                    |
| Chili                       | María Cristina Granzow                 | 18 ans | Santiago                   |
| Colombie                    | María Loretta Celedón Holguín          | 19 ans | Valledupar                 |
| Costa Rica                  | Ligia María Ramos Quesada              | 23 ans | San José                   |
| Curaçao                     | Viveca Francisca Marchena              | 18 ans | Willemstad                 |
| Chypre                      | Andri Tsangaridou                      | 20 ans | Famagouste                 |
| Corée                       | Shin Byoung-sook                       | 19 ans | Los Angeles                |
| Danemark                    | Susanne Juul Hansen                    | 18 ans | Ørum                       |
| Équateur                    | Marie Clare Fontaine Velasco           | 20 ans | Guayaquil                  |
| Espagne                     | Luz Maria Polegre Hernández            | 18 ans | San Cristóbal de La Laguna |
| États-Unis                  | Kimberly Marre Foley                   | 21 ans | Southfield                 |
| Finlande                    | Merja Helena Tammi                     | 21 ans | Helsinki                   |
| France                      | Monique Uldaric                        | 22 ans | Saint-Pierre               |
| Gibraltar                   | Rosemarie Parody                       | 19 ans | Laguna Estate              |
| Grèce                       | Rania Theofilou                        | 20 ans | Athènes                    |
| Guam                        | Diana Marie Roberts Duenas             | 17 ans | Tamuning                   |
| Guatemala                   | Marta Elisa Tirado Richardson          | 21 ans | Guatemala                  |
| Honduras                    | Maribel Ileana Ayala Ramírez           | 18 ans | San Pedro Sula             |
| Hong Kong                   | Christine Leung Ching-Man              | 22 ans | Kowloon                    |
| Îles Vierges des États-Unis | Denise LaFranque                       | 19 ans | Sainte-Croix               |
| Islande                     | Sigríður Helga Olgeirsdóttir           | 19 ans | Reykjavik                  |
| Irlande                     | Jakki Moore                            | 17 ans | Dublin                     |
| Israël                      | Levana Abarbanel                       | 17 ans | Tel-Aviv                   |
| Italie                      | Antonella Lombrosi                     | 17 ans | Italie                     |
| Jamaïque                    | Cindy Breakspeare                      | 22 ans | Kingston                   |
| Japon                       | Noriko Asakuno                         | 19 ans | Tokyo                      |
| Jersey                      | Susan Hughes                           | 21 ans | Saint-Hélier               |
| Liban                       | Suad Nachoul                           | 21 ans | Şaḩrat al Qashsh           |
| Luxembourg                  | Monique Wilmès                         | 19 ans | Echternach                 |
| Malte                       | Jane Benedicta Saliba                  | 18 ans | Iż-Żurrieq                 |
| Mexique                     | Carla Jean Evert Seguera (°1958-†2013) | 19 ans | Acapulco                   |
| Norvège                     | Nina Kristine Rønneberg                | 21 ans | Oslo                       |
| Nouvelle-Zélande            | Anne Clifford                          | 22 ans | Christchurch               |
| Paraguay                    | María Cristina Fernández Samaniego     | 21 ans | NC                         |
| Pays-Bas                    | Stephanie Flatow                       | 23 ans | Rotterdam                  |
| Pérou                       | Rocío Rita Lazcano Mujica (°?-†2014)   | 21 ans | Lima                       |
| Porto Rico                  | Ivette Rosado                          | 19 ans | Bayamón                    |
| République dominicaine      | Soraya Camondari Zanotti               | 17 ans | Saint-Domingue             |
| Royaume-Uni                 | Carol Jean Grant                       | 19 ans | Glasgow                    |
| Salvador                    | Jenny Corporán Viñas                   | 17 ans | San Salvador               |
| Seychelles                  | Lynn Elisca Gobine                     | 20 ans | Mahe                       |
| Singapour                   | Pauline Poh Neo Cheong                 | 18 ans | Kallang                    |
| Sri Lanka                   | Tamara Ingrid Subramanian              | 17 ans | Colombo                    |
| Sud de l'Afrique            | Lynn Massyn                            | 18 ans | Natal                      |
| Suède                       | Ann-Christin Gernandt                  | 19 ans | Stockholm                  |
| Suisse                      | Ruth Crottet                           | 21 ans | Lucerne                    |
| Tahiti                      | Patricia Mareva Servonnat              | 18 ans | Papeete                    |
| Thaïlande                   | Duangcheewan Gomonsean                 | 20 ans | Bangkok                    |
| Trinité-et-Tobago           | Patricia Anderson Leon                 | 21 ans | San Fernando               |
| Turquie                     | Jale Bayhan (°1956-†2018)              | 20 ans | Ankara                     |
| Uruguay                     | Sara Alaga Valega                      | 19 ans | Salto                      |
| Venezuela                   | María Genoveva Rivero Giménez          | 19 ans | Barquisimeto               |

## Déroulement de la cérémonie

### Finale

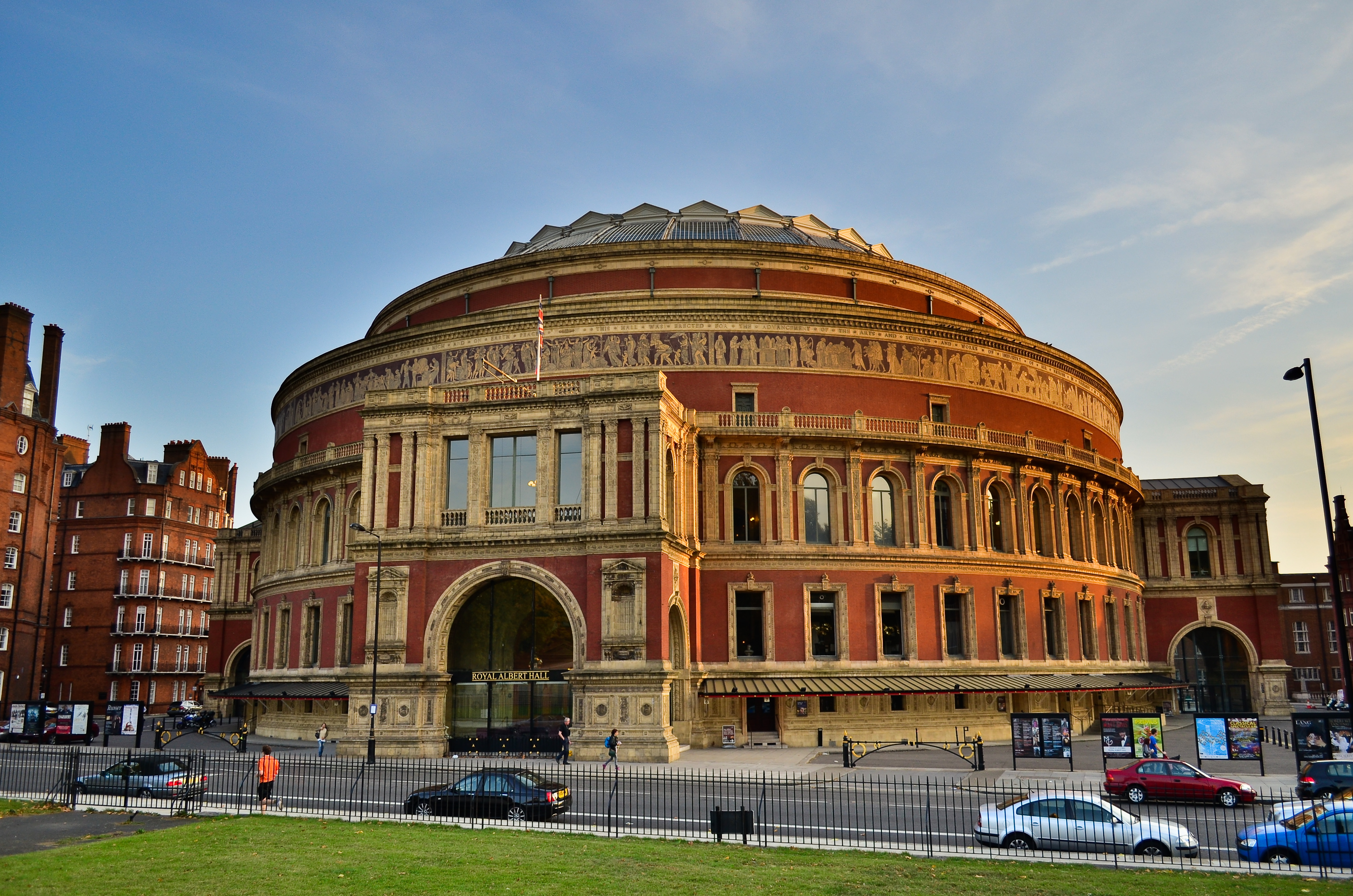
Le Royal Albert Hall, lieu de l'élection.

L'élection a été animée par Ray Moore, Patrick Lichfield et Sacha Distel et commenté par Barri Haynes, présent dans les coulisses. Elle a eu lieu au Royal Albert Hall de Londres, au Royaume-Uni, le 18 novembre 1976.
L'ouverture de la cérémonie commence dès l'arrivée des présentateurs accompagné de Phil Tate et son orchestre. L'ouverture a été suivie par l'intonation de l'hymne national britannique, God save the Queen. Eric Morley, président du concours Miss Monde a ensuite prononcé ses mots de bienvenue et de remerciement habituels et a remis l'événement entre les mains des compères de la soirée, Ray Moore et Patrick Lichfield. 
À l'issue de la présentation des candidates dans leurs costumes nationaux, le chanteur français Sacha Distel interprète la chanson I Thought About You accompagné du groupe vocal britannique The Mike Sammes Singers.
Ray Moore et Patrick Lichfield présente la composition du jury. 
Les 15 quarts-de-finalistes sont par la suite annoncées par Ray Moore, avec une présentation de chacune d'elles. Elles ont défilé en robe de soirée et en maillot de bain.
Les demi-finalistes sont annoncés par ordre alphabétique par le chanteur français, Sacha Distel. Elles sont interviewées en anglais par ce dernier.
À la fin de la cérémonie, Eric Morley annonce les noms des quatre dauphines. Il annonce Miss Jamaïque comme gagnante, qui n'est autre que Cindy Breakspeare. Elle fait remporter sa deuxième couronne à la Jamaïque.

### Prix attribués
- Miss Personnalité (Miss Personality) :  Afrique du Sud - Veronica Rozette Kuki Mutsepe
- Miss Photogénique (Miss Photogenic) :  Irlande - Jakki Moore

### Jury
| Membre                | Nationalité          | Notes                                                                            |
| --------------------- | -------------------- | -------------------------------------------------------------------------------- |
| Eric Morley           | Britannique          | Président de Mecca et président du jury                                          |
| Michael Knotts        | Britannique          | Peintre-céramiste                                                                |
| Demis Roussos         | Grecque              | Chanteur et musicien.                                                            |
| Curd Jürgens          | - Germano-autrichien | Acteur.                                                                          |
| Wilnelia Merced       | Porto Ricaine        | Miss Monde 1975                                                                  |
| Barbara Bain          | Américaine           | Actrice.                                                                         |
| James Hunt            | Britannique          | Pilote automobile.                                                               |
| Mary Peters           | Britannique          | Athlète, médaillée d'or au pentathlon féminin aux Jeux olympiques d'été de 1972. |
| Yuki Torimaru         | Japonaise            | Couturier.                                                                       |
| Fred Demmond          | NC                   | Membre du public.                                                                |
| Doreen Miller         | NC                   | Membre du public.                                                                |
| Wentworth Christopher | Bermudienne          | Directeur national de Miss Bermudes de 1972 à 2010.                              |

## Protestations anti-apartheid
Neuf candidates se retirèrent de la compétition à la demande de leurs gouvernements afin de protester contre la présence de deux candidates pour l'Afrique du Sud, une Blanche et une Noire en application de la politique de l'apartheid : les Misses Inde, Liberia, Malaisie, Maurice, Philippines, Seychelles, Sri Lanka, Swaziland et Yougoslavie.

## Observations

### Débuts
- Guatemala
- Îles Vierges des États-Unis

### Retours
| Dernière participation en 1965 - - Tahiti Dernière participation en 1969 - - Chili Dernière participation en 1972 - - Paraguay | Dernière participation en 1973 - - Chypre Dernière participation en 1974 - - Équateur - Jamaïque - Espagne |